# Jules Rambaut
Jules Rambaut, född 6 april 1998 i Reims, är en fransk basketspelare.
Jules Rambaut deltog vid olympiska sommarspelen 2024 och var en del av Frankrikes lag som tog silver efter att ha förlorat finalen mot Nederländerna efter förlängning.